# نانسي غيريرو
نانسي غيريرو (بالإسبانية: Nanci Guerrero)‏ هي ممثلة أرجنتينية، ولدت في 26 سبتمبر 1965.

## وصلات خارجية
- نانسي غيريرو على موقع IMDb (الإنجليزية)